# Battle for the Iron Skillet
Battle for the Iron Skillet est le nom de la rivalité inter étatique dans le football américain universitaire opposant deux équipes du Texas, les Mustangs de l'université chrétienne du Texas basée à Fort Worth et les Horned Frogs de l'université méthodiste du Sud basée à Dallas.
Le vainqueur du match reçoit le trophée dénommé Iron Skillet.

## Histoire
Depuis leur première rencontre en 1915, les deux équipes se sont affrontées chaque saison, à l'exception de sept soit en 1919, 1920, 1925, 1987, 1988, 2006 et en 2020. Bien qu'elles ne fassent plus partie de la même conférence, SMU et TCU sont convenues de jouer chaque saison jusqu'en 2025 en alternance à domicile et à l'extérieur.
Le match de 2020 initialement prévu pour le 11 septembre a été annulé, des membres de TCU ayant testés positifs au Covid-19.

## Trophée
Le trophée représente une poêle à frire (Skillet) en fer (Iron). Il a été décerné la première fois en 1946. Après plusieurs saisons, le trophée original a finalement été perdu. Cependant, en 1993, les deux universités sont convenues de ressusciter la tradition, et un nouveau trophée est né. Selon le magazine TCU, la poêle est en fonte, de +- 39 cm de large (15,25 pouces), de +- 6 cm de profondeur (2,25 pouces), pèse environ 13,5 kg (30 livres) et est fabriquée par la société Lodge aux États-Unis.
L'origine de cette tradition n'est pas bien déterminée.
Ces dernières années, le site Web de l'université SMU affirme que des fans de TCU et de SMU en sont à l'origine en 1946. Pendant les festivités d'avant match, un fan de SMU, pour plaisanter, faisait frire des cuisses de grenouilles à proximité du stade. Un fan de TCU, y voyant une offense au surnom de TCU (les « grenouilles à corne », Horned Grog en anglais), s'approche et lui dit que manger les cuisses de grenouilles allait bien au-delà de la rivalité et qu'ils devraient attendre la fin du match pour décider qui obtiendrait la poêle et les cuisses de grenouille. SMU ayant remporté le match, la poêle et les cuisses de grenouille ont été emportées par SMU. La tradition a continué et la poêle à frire en fer est depuis décernée au vainqueur.
Néanmoins, un article du magazine TCU raconte que la première Battle for the Iron Skillet a eu lieu le 30 novembre 1946, lorsque le football américain universitaire était en plein essor après la Seconde Guerre mondiale. Quelques semaines avant le match, le conseil des étudiants de SMU a proposé l'idée de présenter un trophée à l'équipe gagnante. TCU a accepté l'idée et les organes directeurs des deux universités se sont réunis à Dallas pour établir les règles du trophée itinérant, qui est devenu l'Iron Skillet. L'article du magazine dit ceci à propos de la première histoire : « Un mystère demeure : pourquoi un poêlon ? Les livres d'histoire fournissent peu de détails. Certains prétendent qu'un fan de SMU dans les années 1950 a été surpris en train de faire frire des cuisses de grenouilles dans une poêle près du stade avant le match, et un fan de TCU a parié que le vainqueur devrait ramener la poêle à la maison. Cependant, cela contredit le rapport publié sur le poêlon provenant des conseils étudiants des deux universités. ».

## Palmarès
Le classement des équipes dans les tableaux ci-dessous est celui de l'Associated Press avant la saison 2014 et celui du comité du College Football Playoff depuis 2014.
| SMU (43)                       | TCU (53)            | Nuls (7)            |                     |
| Plus large victoire            | TCU, 56–0 (2014)    | TCU, 56–0 (2014)    | TCU, 56–0 (2014)    |
| Plus longue série de victoires | SMU, 15 (1972–1986) | SMU, 15 (1972–1986) | SMU, 15 (1972–1986) |
| Série en cours sans défaite    | SMU, 1 (2024)       | SMU, 1 (2024)       | SMU, 1 (2024)       |

| N° | Date              | Lieu                        | Vainqueur | Score | Score |
| -- | ----------------- | --------------------------- | --------- | ----- | ----- |
| 1  | 9 octobre 1915    | Campus TCU                  | TCU       | 43    | 0     |
| 2  | 18 octobre 1916   | State Fair grounds (Dallas) | TCU       | 48    | 03    |
| 3  | 20 octobre 1917   | Gridiron TCU                | TCU       | 21    | 0     |
| 4  | 12 octobre 1918   | Armstrong Field             | SMU       | 010   | 010   |
| 5  | 11 novembre 1921  | Fair Park Stadium           | TCU       | 13    | 06    |
| 6  | 9 décembre 1922   | Panther Park                | Nul       | 0     | 0     |
| 7  | 3 novembre 1923   | Fair Park Stadium           | SMU       | 40    | 0     |
| 8  | 1er novembre 1924 | Clark Field                 | SMU       | 06    | 0     |
| 9  | 25 novembre 1926  | Ownby Stadium               | SMU       | 14    | 13    |
| 10 | 24 novembre 1927  | Clark Field                 | SMU       | 28    | 06    |
| 11 | 29 novembre 1928  | Ownby Stadium               | TCU       | 15    | 06    |
| 12 | 30 novembre 1929  | Clark Field                 | Nul       | 07    | 07    |
| 13 | 29 novembre 1930  | Ownby Stadium               | TCU       | 13    | 0     |
| 14 | 28 novembre 1931  | Amon G. Carter Stadium      | Nul       | 0     | 0     |
| 15 | 26 novembre 1932  | Ownby Stadium               | TCU       | 08    | 0     |
| 16 | 2 décembre 1933   | Amon G. Carter Stadium      | TCU       | 26    | 06    |
| 17 | 1er décembre 1934 | Ownby Stadium               | SMU       | 19    | 0     |
| 18 | 30 novembre 1935  | Amon G. Carter Stadium      | SMU       | 20    | 14    |
| 19 | 28 novembre 1936  | Ownby Stadium               | Nul       | 0     | 0     |
| 20 | 27 novembre 1937  | Amon G. Carter Stadium      | #14 TCU   | 03    | 0     |
| 21 | 26 novembre 1938  | Ownby Stadium               | #2 TCU    | 20    | 07    |
| 22 | 2 décembre 1939   | Amon G. Carter Stadium      | SMU       | 14    | 07    |
| 23 | 30 novembre 1940  | Ownby Stadium               | #16 SMU   | 16    | 0     |
| 24 | 29 novembre 1941  | Amon G. Carter Stadium      | TCU       | 15    | 13    |
| 25 | 28 novembre 1942  | Ownby Stadium               | TCU       | 14    | 06    |
| 26 | 27 novembre 1943  | Amon G. Carter Stadium      | SMU       | 20    | 0     |
| 27 | 2 décembre 1944   | Ownby Stadium               | SMU       | 09    | 06    |
| 28 | 1er décembre 1945 | Amon G. Carter Stadium      | SMU       | 34    | 0     |
| 29 | 30 novembre 1946  | Ownby Stadium               | #3 SMU    | 30    | 13    |
| 30 | 29 novembre 1947  | Amon G. Carter Stadium      | Nul       | 19    | 19    |
| 31 | 27 novembre 1948  | Cotton Bowl                 | Nul       | 07    | 07    |
| 32 | 26 novembre 1949  | Amon G. Carter Stadium      | TCU       | 26    | 13    |
| 33 | 2 décembre 1950   | Cotton Bowl                 | TCU       | 27    | 13    |
| 34 | 1er décembre 1951 | Amon G. Carter Stadium      | #11 TCU   | 13    | 02    |
| 35 | 29 novembre 1952  | Cotton Bowl                 | TCU       | 14    | 07    |
| 36 | 28 novembre 1953  | Amon G. Carter Stadium      | TCU       | 13    | 0     |
| 37 | 27 novembre 1954  | Cotton Bowl                 | SMU       | 21    | 06    |
| 38 | 26 novembre 1955  | Amon G. Carter Stadium      | #7 TCU    | 20    | 13    |
| 39 | 1er décembre 1956 | Cotton Bowl                 | #14 TCU   | 21    | 06    |
| 40 | 30 novembre 1957  | Amon G. Carter Stadium      | TCU       | 21    | 0     |
| 41 | 29 novembre 1958  | Cotton Bowl                 | SMU       | 20    | 13    |
| 42 | 28 novembre 1959  | Amon G. Carter Stadium      | #8 TCU    | 19    | 0     |
| 43 | 26 novembre 1960  | Cotton Bowl                 | TCU       | 13    | 0     |
| 44 | 2 décembre 1961   | Amon G. Carter Stadium      | Nul       | 28    | 28    |
| 45 | 1er décembre 1962 | Cotton Bowl                 | TCU       | 14    | 09    |
| 46 | 23 novembre 1963  | Amon G. Carter Stadium      | TCU       | 22    | 15    |
| 47 | 28 novembre 1964  | Cotton Bowl                 | TCU       | 17    | 06    |
| 48 | 27 novembre 1965  | Cotton Bowl                 | TCU       | 10    | 07    |
| 49 | 26 novembre 1966  | Cotton Bowl                 | SMU       | 21    | 0     |
| 50 | 2 décembre 1967   | Cotton Bowl                 | SMU       | 28    | 14    |
| 51 | 12 octobre 1968   | Amon G. Carter Stadium      | SMU       | 21    | 14    |
| 52 | 10 octobre 1969   | Cotton Bowl                 | SMU       | 19    | 17    |
| 53 | 28 novembre 1970  | Amon G. Carter Stadium      | TCU       | 26    | 17    |

| N°  | Date              | Lieu                   | Vainqueur | Score  | Score  |
| --- | ----------------- | ---------------------- | --------- | ------ | ------ |
| 54  | 27 novembre 1971  | Cotton Bowl            | TCU       | 18     | 16     |
| 55  | 2 décembre 1972   | Amon G. Carter Stadium | SMU       | 35     | 22     |
| 56  | 1er décembre 1973 | Cotton Bowl            | SMU       | 21     | 19     |
| 57  | 12 octobre 1974   | Amon G. Carter Stadium | SMU       | 33     | 13     |
| 58  | 10 octobre 1975   | Cotton Bowl            | SMU       | 28     | 13     |
| 59  | 11 septembre 1976 | Cotton Bowl            | SMU       | 34     | 14     |
| 60  | 10 septembre 1977 | Amon G. Carter Stadium | SMU       | 45     | 21     |
| 61  | 9 septembre 1978  | Cotton Bowl            | SMU       | 45     | 14     |
| 62  | 15 septembre 1979 | Amon G. Carter Stadium | #20 SMU   | 27     | 07     |
| 63  | 20 septembre 1980 | Texas Stadium          | SMU       | 17     | 14     |
| 64  | 26 septembre 1981 | Amon G. Carter Stadium | #20 SMU   | 20     | 09     |
| 65  | 25 septembre 1982 | Texas Stadium          | #6 SMU    | 16     | 13     |
| 66  | 24 septembre 1983 | Amon G. Carter Stadium | #18 SMU   | 21     | 17     |
| 67  | 29 septembre 1984 | Texas Stadium          | #11 SMU   | 26     | 17     |
| 68  | 28 septembre 1985 | Amon G. Carter Stadium | #6 SMU    | 56     | 21     |
| 69  | 27 septembre 1986 | Cotton Bowl            | SMU       | 31     | 21     |
| 70  | 30 septembre 1989 | Amon G. Carter Stadium | TCU       | 28     | 10     |
| 71  | 29 septembre 1990 | Ownby Stadium          | TCU       | 42     | 21     |
| 72  | 2 novembre 1991   | Amon G. Carter Stadium | TCU       | 18     | 10     |
| 73  | 17 octobre 1992   | Ownby Stadium          | SMU       | 27     | 17     |
| 74  | 25 septembre 1993 | Amon G. Carter Stadium | SMU       | 21     | 15     |
| 75  | 12 novembre 1994  | Ownby Stadium          | TCU       | 35     | 14     |
| 76  | 4 novembre 1995   | Amon G. Carter Stadium | TCU       | 19     | 16     |
| 77  | 21 novembre 1996  | Cotton Bowl            | SMU       | 27     | 24     |
| 78  | 20 novembre 1997  | Amon G. Carter Stadium | TCU       | 21     | 18     |
| 79  | 17 octobre 1998   | Cotton Bowl            | SMU       | 10     | 06     |
| 80  | 26 novembre 1999  | Amon G. Carter Stadium | TCU       | 21     | 0      |
| 81  | 24 novembre 2000  | Gerald J. Ford Stadium | #13 TCU   | 62     | 07     |
| 82  | 8 septembre 2001  | Gerald J. Ford Stadium | TCU       | 38     | 10     |
| 83  | 14 septembre 2002 | Amon G. Carter Stadium | TCU       | 17     | 06     |
| 84  | 29 novembre 2003  | Gerald J. Ford Stadium | #19 TCU   | 20     | 13     |
| 85  | 11 septembre 2004 | Amon G. Carter Stadium | TCU       | 44     | 0      |
| 86  | 10 septembre 2005 | Gerald J. Ford Stadium | SMU       | 21     | 10     |
| 87  | 22 septembre 2007 | Amon G. Carter Stadium | TCU       | 21     | 07     |
| 88  | 20 septembre 2008 | Gerald J. Ford Stadium | TCU       | 48     | 07     |
| 89  | 3 octobre 2009    | Amon G. Carter Stadium | #11 TCU   | 39     | 14     |
| 90  | 24 septembre 2010 | Gerald J. Ford Stadium | #4 TCU    | 41     | 24     |
| 91  | 1er octobre 2011  | Amon G. Carter Stadium | SMU       | 40PR33 | 40PR33 |
| 92  | 30 septembre 2012 | Gerald J. Ford Stadium | #15 TCU   | 24     | 16     |
| 93  | 28 septembre 2013 | Amon G. Carter Stadium | TCU       | 48     | 17     |
| 94  | 27 septembre 2014 | Gerald J. Ford Stadium | TCU       | 56     | 0      |
| 95  | 19 septembre 2015 | Amon G. Carter Stadium | #3 TCU    | 56     | 37     |
| 96  | 23 septembre 2016 | Gerald J. Ford Stadium | TCU       | 33     | 03     |
| 97  | 16 septembre 2017 | Amon G. Carter Stadium | #20 TCU   | 56     | 36     |
| 98  | 7 septembre 2018  | Gerald J. Ford Stadium | #16 TCU   | 42     | 12     |
| 99  | 21 septembre 2019 | Amon G. Carter Stadium | SMU       | 41     | 38     |
| 100 | 25 septembre 2021 | Amon G. Carter Stadium | SMU       | 42     | 34     |
| 101 | 24 septembre 2022 | Gerald J. Ford Stadium | TCU       | 42     | 34     |
| 102 | 23 septembre 2023 | Amon G. Carter Stadium | TCU       | 34     | 17     |
| 103 | 21 septembre 2024 | Gerald J. Ford Stadium | SMU       | 66     | 42     |

Notes :
1. ↑   TCU a du déclarer forfait pour le match de 1918, le bus amenant les joueurs étant embourbé et incapable de rejoindre le stade.

## Articles annexes
- Liste des matchs de rivalité en football américain universitaire de la NCAA